# مفروكة
المفروكة، حلى من المطبخ العربي، تعرف بنوعين: المفروكة بالقشطة أو المفروكة بالفستق. يمكن أن تحضّر بالقشطة والفستق سوياً فتتكوّن من السميد، الزبدة، السكر، اللوز، الفستق، الصنوبر، القطر، ماء الورد والقشطة.
تعتبر هذه الوصفة غنية بالسعرات الحرارية إذ إن كل حصة تحتوي على (200غ تقريباً) 633 سعرة حرارية و25غ من الدهون معظمها دهون مشبّعة.